# Henri Thiebaut
Henri Ferdinand Thiebaut (Schaarbeek, 4 februari 1865 – Ukkel, 12 september 1959) was een Belgisch (koor)dirigent en componist.
Hij was zoon van Louis Joseph Thiebaut en Marie Françoise Virginie Jacques. Zijn broer Édouard Joseph Thiebaut, geboren 2 december 1878, werd kunstschilder.
Thiebaud kreeg zijn opleiding aan het Brussels conservatorium; leermeester was er onder meer Eugène Ysaÿe. Rond 1893 rondde hij die opleiding af. Hij kreeg aansluitend nog een opleiding van Jan Blockx in compositie. Hij werd in eerste instantie muziekcriticus en koordirigent, waaronder van een door hem zelf opgericht dameskoor ("Choir des Dames Art-Charité"). Hij richtte in Elsene het opleidingsinstituut "École de musique et de déclamation", het latere "Institut des hautes études musicales et dramatiques" en "École Henri Thiebaut" op. Hij hanteerde er het systeem van Émile Jaques-Dalcroze en wilde zijn leerlingen een algemene culturele opleiding verschaffen. In 1926 stichtte hij het Double quartet vocal Thiébaut (dubbel vocaal kwartet Thiébaut) op.
Hij schreef muziek binnen een aantal genres onder andere Fantaisie oriëntale voor orkest, muziekdrama La passion du Christ, als ook een muzikale komedie Le bourgeois-gentilhomme (naar Molière. Instrumentaal waren een strijkkwartet en pianokwartet. Bekendst werk is vermoedelijk Le Juré uit 1910, een monodrama in vijf akten naar een tekst van Edmond Picard. De componist droeg het werk op aan Jules Le Jeune en liet de partituur verfraaien door werk van Odilon Redon. Het kreeg uitvoeringen aan het Belgisch hof van Leopold III van België en zijn moeder Elisabeth in Beieren. Het kreeg ook een uitvoering in de Koninklijke Schouwburg in Den Haag (23 maart 1939) door een Belgisch ensemble. Het werd daar uitgevoerd in het kader van een Gala-avond en een Nederlands-Belgische uitwisseling, waarvan de opbrengsten gingen naar noodlijdende kunstenaars. Algehele leiding was in handen van René Barbier, directeur van het Conservatorium van Namen (Institut Supérieur de Musique et de Pédagogie). Allerlei hoogwaardigheidsbekleders bezochten de voorstelling. De teneur was dat het de tekst aan kwaliteit ontbeerde (hallucinerend jurylid), de muziek werd gezien in de stroming van Richard Wagner.  De uitvoering was in Nederland landelijk nieuws.